# Ерменки
Ерменките представляват зли духове, които вредят на родилките и малките деца. Според много славянски фолклорни поверия те са три жени, две арменки и една българка, наподобяващи орисници или самодиви. Вярва се, че произхождат от душите на починали родилки и бременни жени. Познати са и под имената леуси, лауси, лехусници, арменки и ерменлийки.